# چیلیکات تاون‌شیپ، شهرستان پئوریا، ایلینوی
چیلیکات تاون‌شیپ (به انگلیسی: Chillicothe Township) یک منطقهٔ مسکونی در ایالات متحده آمریکا است که در شهرستان پئوریا، ایلینوی واقع شده‌است.